# 崖柳
崖柳（学名：Salix floderusii）为杨柳科柳属的植物。分布于朝鲜、俄罗斯以及中国大陆的河北、内蒙古、辽宁、黑龙江、山西、吉林等地，生长于海拔200米至2,800米的地区，常生于沼泽地及较湿润山坡，目前尚未由人工引种栽培。

## 别名
山柳（小兴安岭） 王八柳（大兴安岭） 狐柳（中国东北经济树木图说）